# Крістіна Саксонська (1505–1549)
Крістіна Саксонська (нім. Christine von Sachsen, 25 грудня 1505 — 15 квітня 1549) — саксонська принцеса з альбертинської лінії Веттінів, донька герцога Саксонії Георга та польської королівни Барбари Ягеллонки, дружина ландграфа об'єднаного Гессену Філіпа, матір чотирьох наступних гессенських ландграфів. Регентка Гессену у 1547—1549 роках разом зі старшим сином Вільгельмом.

## Біографія
Народилась на Різдво 1505 року у Дрездені. Була восьмою дитиною та третьою донькою в родині герцога Саксонії Георга та його дружини Барбари Ягеллонки. Мала старших братів Йоганна та Фрідріха, інші діти померли в ранньому віці до її народження. Згодом у дівчинки з'явилися дві молодші сестри, з яких одна, Магдалена, досягла дорослого віку.
Незадовго до свого 18-річчя стала дружиною 19-річного ландграфа Гессену Філіпа. Весілля пройшло 11 грудня 1523 року у Дрездені. Шлюб був укладений з політичних причин і мав на меті укріпити зв'язки між Гессеном та Саксонією. Цей союз був другим між родинами Веттів та Гессенським домом: старший брат Крістіни вже вісім років був одруженим із сестрою Філіпа Єлизаветою. Оселилася пара у Касселі.
Чоловік стверджував, що не мав ніякої схильності до Крістіни та ділив із нею ліжко лише через обов'язок, на додачу, відзначаючи її недружність. За словами Мартіна Лютера, Філіп жив «постійно у перелюбстві та блуді». А у 1540 році ландграф вирішив узяти ще один шлюб із 17-річною Маргаретою фон дер Заале. Крістіна, в свою чергу, дала на це згоду. Тим не менш, нова дружина Філіпа при дворі не з'являлася, а у подружжя вже після цього народилося троє нащадків. Всього у пари було десятеро дітей.
У 1547 році в ході Шмалькальденської війни імператор Карл V Габсбург заарештував Філіпа, не зважаючи на попередні домовленості. Лангдграфством після цього керувала Крістіна разом із сином Вільгельмом.
Померла 15 квітня 1549 року, так і не побачивши чоловіка. Похована у кірсі Святого Мартіна у Касселі. Ландграф був звільнений у 1552 році.

## Родина
Чоловік — Філіпп I (ландграф Гессену)
Діти:
- Агнеса (1527—1555) — була двічі одружена, мала двох дітей від першого шлюбу;
- Анна (1529—1591) — дружина пфальцграфа Цвайбрюкену Вольфганга, мала тринадцятеро дітей;
- Вільгельм (1532—1592) — ландграф Гессен-Касселю, мав одинадцятеро дітей у шлюбі з принцесою Сабіною Вюртемберзькою та кількох позашлюбних;
- Філіп Людвіг (1534—1535) — прожив 1 рік;
- Барбара (1536—1597) — була двічі одружена, мала трьох дітей від першого шлюбу та двох позашлюбних;
- Людвіг (1537—1604) — ландграф Гессен-Марбургу, був двічі одруженим, дітей не мав;
- Єлизавета (1539—1582) — дружина курфюрста Пфальцу Людвіга VI, мала дванадцятеро дітей;
- Філіп (1541—1583) — ландграф Гессен-Райнфельсу, був одруженим із пфальцграфинею Анною Єлизаветою, дітей не мав;
- Крістіна (1543—1604) — дружина герцога Гольштейн-Готторпу Адольфа, мала десятеро дітей;
- Георг (1547—1596) — ландграф Гессен-Дармштадту, був двічі одруженим, мав одинадцятеро дітей від обох шлюбів.